# Heino Bohmann
Heino Bohmann (11 de Março de 1914 - 12 de Setembro de 1942) foi um comandante de U-Boot que serviu na Kriegsmarine durante a Segunda Guerra Mundial.